# В атака с Ю!
„В атака с Ю!“ (оригинално заглавие: アタッカーYOU!, транскрипция на английски: Attacker YOU!) е аниме сериал, създаден от студио „Нак продакшънс“. Той е с продължителност от 58 епизода и е излъчен по ТВ Токио между април 1984 г. и юни 1985 г. Главно действащо лице в него е Ю Хадзуки, ученичка, която по стечение на обстоятелствата започва да играе волейбол след постъпването си в ново училище. Действието в сериала проследява нейния път от първите ѝ стъпки в спорта до превръщането ѝ в професионална състезателка, като усилията ѝ са подчинени на една цел – влизане в националния отбор, за да участва на Олимпийските игри в Сеул.
Сюжетът на анимето и мангата е изграден на основата на публикувания през 1983 г. роман на Шидзуо Коидзуми „Сега живея заради бялата топка” (оригинално заглавие: いま、白球は生きる), базиран на истинска история.

## Сюжет
Амбициозната и енергична тринадесетгодишна Ю Хадзуки, живяла продължително в провинцията при баба си и дядо си, се мести в Токио, за да постъпи в новото си училище, гимназия „Хикава“, и за да бъде отново с баща си – фотограф, отдавна разделен с майка ѝ, и наскоро върнал се от Перу. Той е довел със себе си малкия Съни, син на негови приятели в южноамериканската държава, загинали при катастрофа, който е осиновил. Детето много харесва новата си сестра и я следва навсякъде, дори в училище. Заради неговото присъствие Ю успява още на първия си ден в „Хикава“ да се спречка със състезателките от волейболния отбор, начело с Нами Хаясе – отлична спортистка, но студена и арогантна. Едновременно с това обаче физическите ѝ качества привличат вниманието на треньора Даймон, който я привлича в състава, макар че ѝ липсва опит.
Тренировките, на които наставникът подлага момичетата, са много тежки, на моменти граничещи с бруталност, съпроводени с наказания дори за малки грешки или недостатъчно добра игра. Въпреки това Ю, водена от своя оптимизъм и увереност, съумява да издържи на този режим и да се изгради като най-добрата състезателка в отбора, както и да спечели приятелството на съотборничките си, включително Нами. Подкрепа ѝ оказва и Со Тачики, капитан на училищния мъжки волейболен отбор, който провежда допълнителни тренировки с нея, за да подобри играта ѝ. Макар че Ю се влюбва в него от пръв поглед, той е по-зает със спорта, за да обръща внимание на чувствата ѝ на този етап, но тя продължава да таи надежда, че ще може да спечели сърцето му.
Благодарение на отличното ѝ представяне „Хикава“ стига до финала на държавното прогимназиално първенство при девойките. Там обаче губи от „Сънлайт“, воден от вече включената и в националния женски волейболен тим Ери Такигава, с която Ю също се сприятелява. След края на турнира много гимназии предлагат на Ю да постъпи в тях и да заиграе за техните отбори, но нейното решение е друго. По-рано досегашният ѝ тим е тренирал с професионалния отбор „Севън Файтърс“ и тя е останала силно впечатлена както от добрата атмосфера там, така и от треньора му Митамура, в когото също се влюбва. 
След трудни, но успешно изкарани проби Ю е включена в състава като резерва. Първоначално уменията ѝ не са достатъчно добри в сравнение с тези на съотборничките ѝ, но с течение на времето тя успява да ги подобри значително и да се превърне в основна нападателка на новия си тим. Получена травма в коляното временно забавя устрема ѝ, но след това тя се завръща още по-силна, за да донесе на „Севън Файтърс“ първа титла в първенството на Япония. Появата на нови силни съпернички, включително чужденки, и организираните задкулисни игри от страна на конкурентните клубове, целящи да попречат на отбора ѝ да затвърди успеха си, само мотивират Ю да продължава да се развива и да дава всичко от себе си, за да стигне и до женския национален отбор по волейбол.

## Аниме
Сериалът дебютира на екран на 13 април 1984 г. по ТВ Токио и се излъчва до 21 юни 1985 г. Той е режисиран от Кадзуюки Окасако, а негови главни сценаристи са Хидеки Сонода (епизоди 1 – 22) и Шидзуо Коидзуми (епизоди 23 – 58). Музиката е дело на Широ Сагису, като началната тема Seishun Prelude и финалната Twinkle, twinkle са композирани от Тошио Камей с текст от Йошико Миура и се изпълняват от Харуми Кано.

## Интересни факти
Анимето не постига значителен успех сред телевизионните зрители в Япония, но се радва на голяма популярност в някои европейски страни, като Италия, Франция, Испания и Португалия. Някои от най-големите звезди на женския волейбол, като Франческа Пичинини, признават, че то им е служило като вдъхновение.
В италианския дублаж на анимето е създадена връзка между него и друго, излъчено по-рано, волейболно заглавие, „Най-добрата атака“, като Ю е представена като братовчедка на главната героиня в него, Кодзуе Аюхара. Тази редакция е пренесена и във френския и испанския дублаж на „В атака с Ю”. Освен това в италианската версия са цензурирани сцени с тормоза на треньора Даймон спрямо състезателките му, както и кадри, в които момичетата се къпят; тази цензура е запазена във френската версия на анимето, но по някаква причина не и в испанската.

## Манга
Манга, носеща същото заглавие, е публикувана от април 1984 г. до юни 1985 г. в списанието „Накайоши“ на издателство „Коданша“. Отделните глави са събрани в три тома, издадени между ноември 1984 г. и август 1985 г. Тази адаптация предава сбито част от сюжета на анимето, като приключва с включването на Ю в японския национален отбор за девойки.

## Разлики между анимето и мангата
- Съни, осиновеното братче на Ю, участва само в анимето.
- Докато в анимето Ю открива, че майка ѝ е жива, в мангата тя е починала.
- Треньорът Даймон е доста по-добър човек в мангата, отколкото в анимето. Освен това ролята му е по-дребна, като напуска сцената, щом Ю влиза в гимназията, и не се конкурира за треньорския пост на женския национален отбор.
- За разлика от анимето, в мангата Ю опитва да влезе в отбора на „Севън Файтърс“, но треньорът Митамура я убеждава да отиде в „Сейрин“, където тя става съотборничка с Нами.
- В мангата Ю и Со нямат значителни взаимоотношения, но в анимето той има по-голямо присъствие, най-вече в началните епизоди, за да ѝ оказва подкрепа в тренировките.
- Главната тема на мангата е самопожертвователността и отдадеността на Ю. В анимето са засегнати и други теми, като любов, приятелство и семейство, които остават почти изцяло извън фокуса на мангата.[17]